# Fred Freyler
Fred Freyler (* 22. Oktober 1922 in Buenos Aires; † 10. April 1993 in Wien) war ein österreichischer Architekt und Stadtplaner.

## Leben
Fred Freyler studierte von 1945 bis 1948 bei Architekt Franz Schuster an der Hochschule für angewandte Kunst Wien. Er war für die Stadt Wien in verschiedenen Bereichen der Architektur und Stadtplanung tätig. 1948 erstellte er im Auftrag der Stadt eine Untersuchung über die Wiener Randgebiete und ihre Verwendbarkeit für Sport- und Erholungszwecke. 1950 war er Mitarbeiter des städtischen Schnellbauprogramms nach dem Zweiten Weltkrieg und 1952 wurde er Mitarbeiter der Forschungsstelle für Bauen und Wohnen. Freyler war ein persönlicher Berater des von 1973 bis 1984 amtierenden Wiener Bürgermeisters Leopold Gratz. Er war außerdem Mitglied der Österreichischen Gesellschaft zur Förderung von Landesforschung und Landesplanung. 1959 nahm Freyler am internationalen Architektenkongress CIAM XI in Otterlo teil, der für die Entwicklung des Strukturalismus bedeutend war. Zu seinen wichtigsten Werken als Architekt gehört das unter Denkmalschutz stehende Jugendgästehaus Hütteldorf-Hacking (Listeneintrag).
Fred Freyler wurde am Wiener Zentralfriedhof bestattet (Gruppe 177, Reihe 5, Nr. 1).

## Würdigung
2017 widmete ihm die Volkshochschule Hietzing, deren Gebäude nach seinen Plänen errichtet ist, eine Ausstellung.

## Werke
| Foto |                 | Baujahr   | Name                                                                | Standort                                                                                                | Beschreibung | Metadaten                                          |
| ---- | --------------- | --------- | ------------------------------------------------------------------- | --- | --- | -------------------------------------------------- |
| BW   | Datei hochladen | 1955–1956 | Einfamilienhäuser Pokornygasse 31                                   | Wien 19, Pokornygasse 31 Standort                                                                       | Die Gruppe von Einfamilienhäusern liegt im Wiener Stadtteil Oberdöbling. Für dasselbe Grundstück entwarf Freyler später eine weitere Wohnhausgruppe. | P84(Architekt): P131(Ort):                         |
| ja   | Datei hochladen | 1955–1956 | Städtische Wohnhausanlage Puchsbaumgasse 5–7                        | Wien 10, Puchsbaumgasse 5–7 / Absberggasse 22–24 / Kudlichgasse 2–8 / Schrankenberggasse 21–23 Standort | Der in strengen Formen gestaltete Gemeindebau in Favoriten wurde nach Plänen von Fred Freyler, Othmar Augustin, Willy Grunert und Erich Lamprecht erbaut. Er besteht aus zwei langen, parallelen Riegelbauten und beherbergt 176 Wohnungen. | P84(Architekt): P131(Ort):                         |
| ja   | Datei hochladen | 1956–1957 | Flachbausiedlung Grüne Stube                                        | Wien 14, Flötzersteig 212 / Grüne Stube 1–20 Standort                                                   | Die neben Kleingärten gelegene Anlage in Hütteldorf entstand auf Initiative Fred Freylers. Für Haus 9 entwarf er auch die Inneneinrichtung. | P84(Architekt): P131(Ort):                         |
| ja   | Datei hochladen | 1956–1958 | Jugendgästehaus Hütteldorf-Hacking HERIS-ID: 64890 Objekt-ID: 77665 | Wien 13, Schlossberggasse 8 Standort                                                                    | Das Jugendgästehaus der Stadt Wien in Hacking wurde anstelle des Hackinger Schlösschens erbaut. Es zeichnet sich durch klaren Formen des siebenstöckigen Bettentrakts und helle Gemeinschaftsräume im Erdgeschoß aus. Das Aussehen wurde durch eine spätere Sanierung verändert. | P84(Architekt): P131(Ort):Hietzing Region-ISO:AT-9 |
| ja   | Datei hochladen | 1957–1958 | Anton-Afritsch-Kinderdorf                                           | Thal, Anton-Afritsch-Weg 16 Standort                                                                    | Das nach Anton Afritsch benannte und von den Kinderfreunden betriebene erste österreichische Kinderdorf für Begabtenförderung wurde von Fred Freyler gemeinsam mit Franz Jakubecky entworfen. In das Areal integriert ist das ältere Steinbergschlössl, das bis 1934 als Kinderheim gedient hatte. | P84(Architekt): P131(Ort):                         |
| BW   | Datei hochladen | 1960      | Wohnhausgruppe Pokornygasse 31                                      | Wien 19, Pokornygasse 31 Standort                                                                       | Auf dem Grundstück in Oberdöbling war bereits einige Jahre früher eine Gruppe von Einfamilienhäusern nach Freylers Plänen entstanden. | P84(Architekt): P131(Ort):                         |
| ja   | Datei hochladen | 1962–1969 | Haus Döbling                                                        | Wien 19, Gymnasiumstraße 85 / Lannerstraße 2–8 / Peter-Jordan-Straße 1–13 / Vegagasse 20 Standort       | Das Studentenheim der Stadt Wien in Oberdöbling wurde in zwei Etappen (1962–1963 und 1968–1969) errichtet. Es handelte sich ursprünglich um einen städtebaulich dominanten Gebäudekomplex. Die künstlerische Ausstattung erfolgte mit Werken von Künstlern wie Hubert Aratym, Joannis Avramidis, Wolfgang Hutter und Kurt Moldovan. Die einzelnen Gebäude waren durch überdeckte Gehwege zu einem Ganzen gefügt. Im Jahr 2013 wurden drei Häuser abgerissen, um Platz für Genossenschaftswohnungen zu machen. Das nunmehr deutlich verkleinerte Haus Döbling wurde renoviert und in Base19 umbenannt. | P84(Architekt): P131(Ort):                         |
| BW   | Datei hochladen | 1962–1969 | Wohnhausanlage Veitingergasse 159–169                               | Wien 13, Veitingergasse 159–169 / Prehausergasse 4–6 / Stock im Weg 10–14 Standort                      | Die Anlage in Ober Sankt Veit besteht aus mehreren Wohngebäuden. | P84(Architekt): P131(Ort):                         |
| ja   | Datei hochladen | 1969–1970 | Volksschule Klausenburger Straße 25                                 | Wien 10, Klausenburger Straße 25 / Tyrnauer Gasse 1 Standort                                            | Die in Favoriten gelegene achtklassige Volksschule der Stadt Wien ist um einen Hof gruppiert. | P84(Architekt): P131(Ort):                         |
| ja   | Datei hochladen | 1971–1974 | Volkshochschule Hietzing                                            | Wien 13, Feldkellergasse 1 / Hofwiesengasse 48 Standort                                                 | Die Volkshochschule befindet sich im Hietzinger Bezirksteil Speising. | P84(Architekt): P131(Ort):Hietzing Region-ISO:AT-9 |
| ja   | Datei hochladen | 1973–1978 | Ausbildungszentrum für Sozialberufe                                 | Wien 21, Schlosshofer Straße 33–45 / Freytaggasse 32–36 / Patrizigasse 2 Standort                       | Die Architektur des Ausbildungszentrums für Sozialberufe war eine Gemeinschaftsarbeit von Fred Freyler, Wilhelm Reichel, Hans Riedl und Walter Vasa. Der Gebäudekomplex in Floridsdorf stand ab 2009 exklusiv der Bildungsanstalt für Kindergartenpädagogik der Stadt Wien (BAKIP21) zur Verfügung, aus der 2016 die Bildungsanstalt für Elementarpädagogik der Stadt Wien (BAFEP21) hervorging. | P84(Architekt): P131(Ort):                         |